# BBCode

BBCode là viết tắt của Bulletin Board Code, đây là một ngôn ngữ nhỏ được thêm vào để định dạng bài viết cho các bản tin. BBCode cũng có thể được gọi là mã diễn đàn. Tác dụng của BBCode là đưa ra các ký tự, hay câu nhờ các liên kết từ các khối hình vuông nhỏ, và chúng sẽ hình thành một hệ thống bản tin trước khi được chuyển đổi thành ngôn ngữ mà trình duyệt web có thể dịch được mà đó thường là HTML hoặc XHTML.

## Ý nghĩa
BBCode được đưa ra để cung cấp thêm sự an toàn, tiện lợi, và nhiều phương thức hơn để người dùng có thể dễ dàng định dạng bài viết của họ trên các diễn đàn Internet. Tiện ích của lập trình viên là một cấu trúc xác định khác, BBCode rất đơn giản để bổ sung các trích dẫn cần thiết. Trước đây, rất nhiều bản tin cho phép định dạng với các tag HTML, vùng có ảnh hưởng là một phần hiển thị cũng có thể phá vỡ hiệu ứng của cả trang webs, hoặc HTML có thể sử dụng để chạy Javascript để chỉ đạo cho việc tấn công XSS. Một số bổ sung của BBCode bị chặn khi chuyển đổi mã từ BBCode sang HTML, điều này có vẻ ngược lại với tính bảo mật là mục đích mà BBCode muốn mang lại. Sự lựa chọn sẽ là tự điền mã HTML (có nhiều lựa chọn là tự do viết mã).
Mặc dù cơ sở các tag của BBCode là giống nhau trên hầu hết các diễn đàn phần mềm trên Internet nhưng đó lại không phải là luồng tài liệu chuẩn cho BBCode và điều đó gây một số thay đổi (biến thể) khác nhau. Một số thay đổi (biến thể) có các tag nổi bật là highlight của HTML, ASP, PHP, SQL và một số ngôn ngữ và ngôn ngữ lập trình khác.

## Các tag BBCode
Sau đây là các Tag BBCode phổ cập nhất và có giá trị trên hầu hết các bản tin ngày nay. Các tag BBCode này có thể được thay đổi nhưng hiệu ứng của nó không thể bị thay đổi trên tất cả các website đang sử dung BBCode
| BBCode | ví dụ HTML | Kết quả                        |
| [b]bolded text[/b] | <b>bolded text</b>, <strong>bolded text</strong> or <span style="font-weight: bold;">bolded text</span>                            | bolded text                    |
| [i]italicized text[/i] | <i>italicized text</i>, <em>italicized text</em> or <span style="font-style: italic;">italicized text</span>                       | italicized text                |
| [u]underlined text[/u] | <u>underlined text</u>, <ins>underlined text</ins> or <span style="text-decoration: underline;">underlined text</span>             | underlined text                |
| [s]strikethrough text[/s] | <s>strikethrough text</s>, <del>strikethrough text</del> or <span style="text-decoration: line-through;">strikethrough text</span> | strikethrough text             |
| [url]http://example.org[/url] | <a href="http://example.org">http://example.org</a>                                                                                | http://example.org             |
| [url=http://example.com]Example[/url] | <a href="http://example.com">Example</a>                                                                                           | Example                        |
| [img]http://upload.wikimedia.org/wikipedia/commons/thumb/7/7c/Go-home.svg/100px-Go-home.svg.png[/img] | <img src="http://upload.wikimedia.org/wikipedia/commons/thumb/7/7c/Go-home.svg/100px-Go-home.svg.png" alt="" />                    |                                |
| [quote]quoted text[/quote] | <blockquote><p>quoted text</p></blockquote> (usually implemented in more advanced ways)                                            | To quote:quoted text           |
| [code]monospaced text[/code] | <pre>monospaced text</pre> | monospaced text                |
| [size=15]Large Text[/size] (The unit of measurement varies with each BBCode variant and could represent pixels, points, or relative HTML sizes.) | <span style="font-size:15px">Large Text</span>                                                                                     | Large Text                     |
| [color=red]Red Text[/color] or [color=#FF0000]Red Text[/color] or [color=FF0000]Red Text[/color] (Both HTML color names and hexadecimal color values are generally supported, although on some boards, you must omit the # from selecting a hexadecimal color.) | <span style="color:#FF0000;">Red Text</span>, <font color="#FF0000">Red Text</font>                                                | Red Text                       |
| :) [:-)] this would be another way to use the [img]url_img[/img] and must be pre-configured for the forum administrator (And other emoticons, depending on the variant)                                                                                         | <img src="Face-smile.gif" alt=":-)">                                                                                               | (Specific image and size vary) |
| [list] [*]Entry 1 [*]Entry 2 [/list] | <ul><li>Entry 1</li><li>Entry 2</li></ul>                                                                                          | - Entry 1 - Entry 2            |
| [table] [tr] [td]table data[/td] [/tr] [/table] (Rarely used) | <table><tr><td>table data</td></tr></table>                                                                                        | \| table data \|               |
| table data | |                                |

### Các hiện thực PHP
- PECL (PHP extension) BBCode implementation - with configurable C library
- PEAR BBCode implementation
- Recruiting Parser Lưu trữ ngày 22 tháng 3 năm 2016 tại Wayback Machine - over 25 tags, bundled smilies and extras